# Jan E. Siebert
Jan E. Siebert (* 2. Februar 1985 in Weinheim) ist ein deutsch-estnischer Fotograf.

## Leben
Siebert wurde in Weinheim an der Bergstraße geboren und hat sowohl die deutsche als auch die estnische Staatsbürgerschaft. Er absolvierte seine Ausbildung an der Carl Hofer Schule in Karlsruhe und wurde während dieser Zeit für den Sony Talent Award nominiert.  
Vom 24. Januar bis 24. Februar 2009 war er Mitinitiator einer Ausstellung mit dem estnischen Karikaturisten Eduard Tüür in Gschwend. Seitdem gibt er viele Ausstellungen im deutschen und auch estnischen Kulturkreis.
Im Laufe seiner Karriere hat Siebert zahlreiche nationale und internationale Prominente fotografiert. Darunter u. a. Annie Lennox, Alicia Keys, Kristjan und Paavo Järvi, Pet Shop Boys, Ehrlich Brothers, Klitschko-Brüder, The BossHoss, Westernhagen und Die Fantastischen Vier. 2020 schoss er für Schauspielerin und Modemacherin Carina Diesing das Foto, das im November desselben Jahres auf dem Cover des IMIRAGEmagazin zu sehen war.  
Zu seinen Arbeitsbereichen in der Fotografie gehören Porträt-, Event-, Mode- und Konzertfotografie, aber auch Dokumentationen und Fotokunst.
Siebert arbeitet für den Showpalast in München und wird von diesem als Künstler geführt.
Seit 2021 betreibt Jan E. Siebert neben der Fotografie die gleichnamige PR-Agentur in München. Unter anderem repräsentiert seine Agentur die Luftakrobatin Vanessa Sweekhorst sowie das DUO ELVA, das aus Sweekhorst und der amerikanischen Luftakrobatin Ella Storme besteht.
Siebert lebt zurückgezogen in München.

## Ausstellungen
- 2007: Café Rih Karlsruhe – Serie Classic Motiv Meets Modern Art
- 2009: Galerie Gschwend mit Eduard Tüür, eröffnet durch den estnischen Botschafter
- 2009: Estonian Health Care Museum - Serie Photography Meets Performing Arts
- 2010: Schloss Wiesent mit Sebastian Konopik – Hudetz-Turm Serien Kunst erleben & Freunde Treffen und Centaurus Supra Homine
- 2015: FISM ITALY Rimini
- 2017, 2018, 2019: Kulturhaus München
- 2018: Rathaus Eggenstein
- 2021–2022: Ausstellung Showpalast München Cube
- 2022: Ausstellung Showpalast München Foyer Serie Raw & Uncut DUO